# 火箭发动机

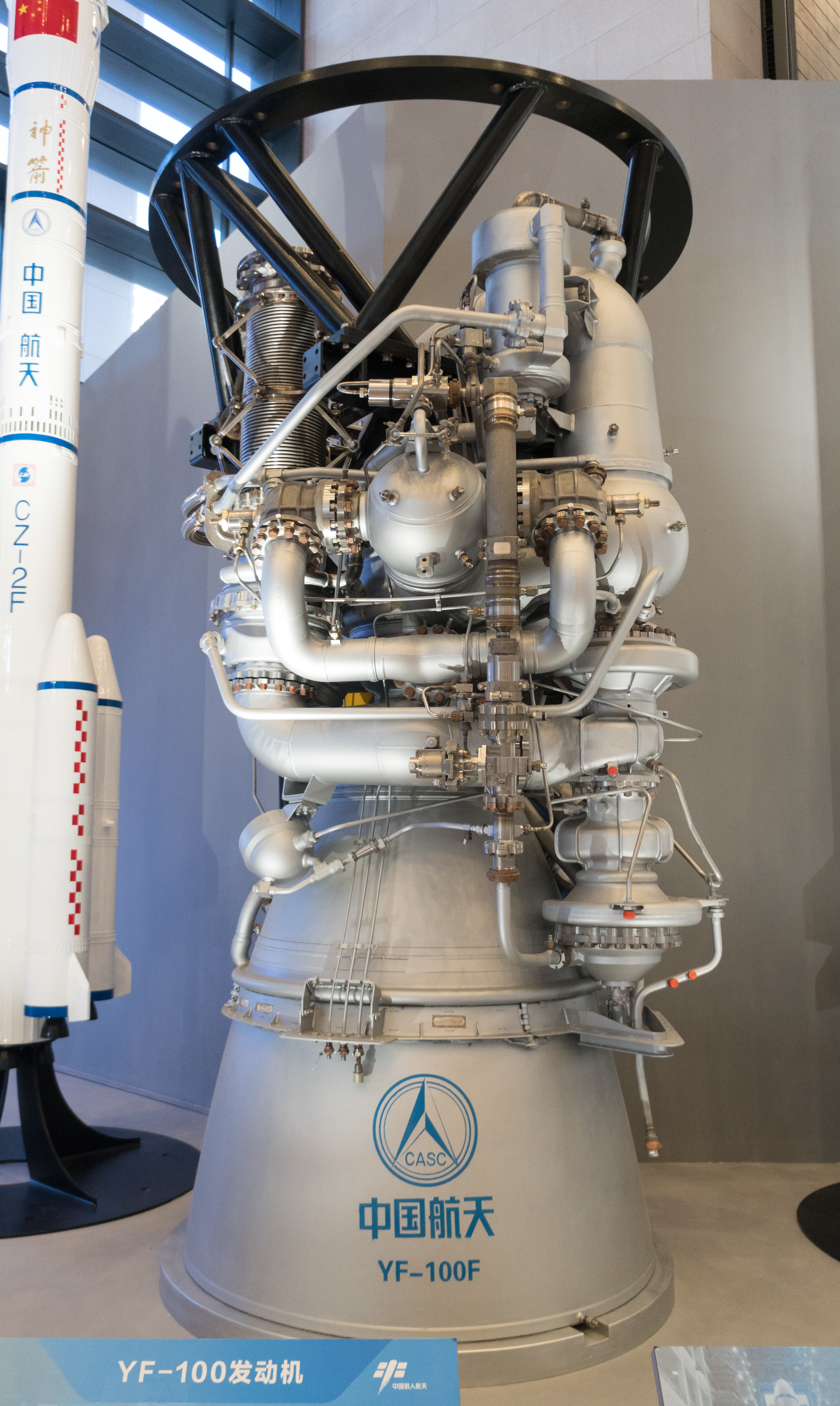
YF-100液氧煤油火箭发动机

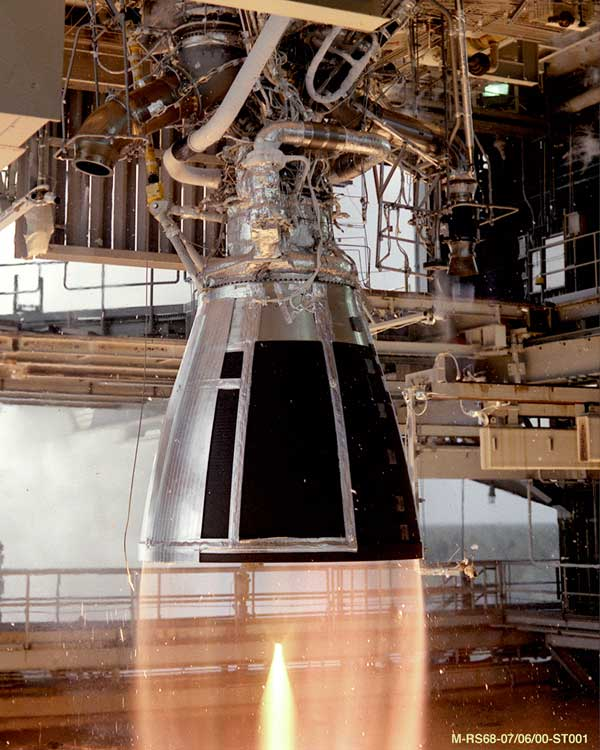
RS-68在斯坦尼斯航空中心试车， 其尾气主要是过热蒸汽，因而近乎透明

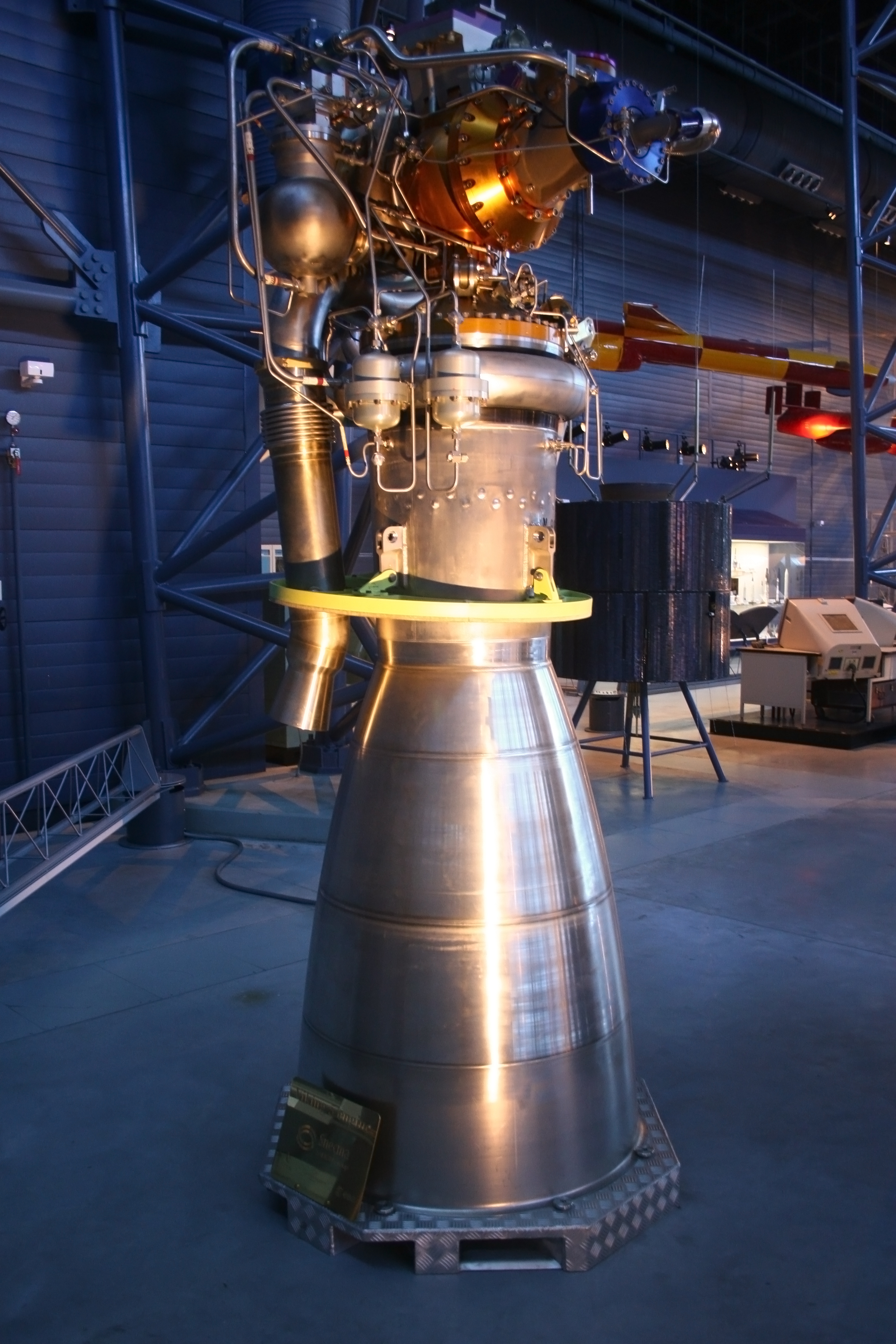
Viking 5C火箭发动机

液体燃料火箭的简化图。

固体燃料火箭的简化图。

火箭发动机是喷气发动机的一种，将推进剂箱或运载工具内的反应物料（推进剂）变成高速射流，由于牛顿第三定律而产生推力。火箭发动机可用于航天器推进，也可用于导弹等地面应用。大部分火箭发动机都是内燃机，也有非燃烧形式的发动机。

## 工作原理

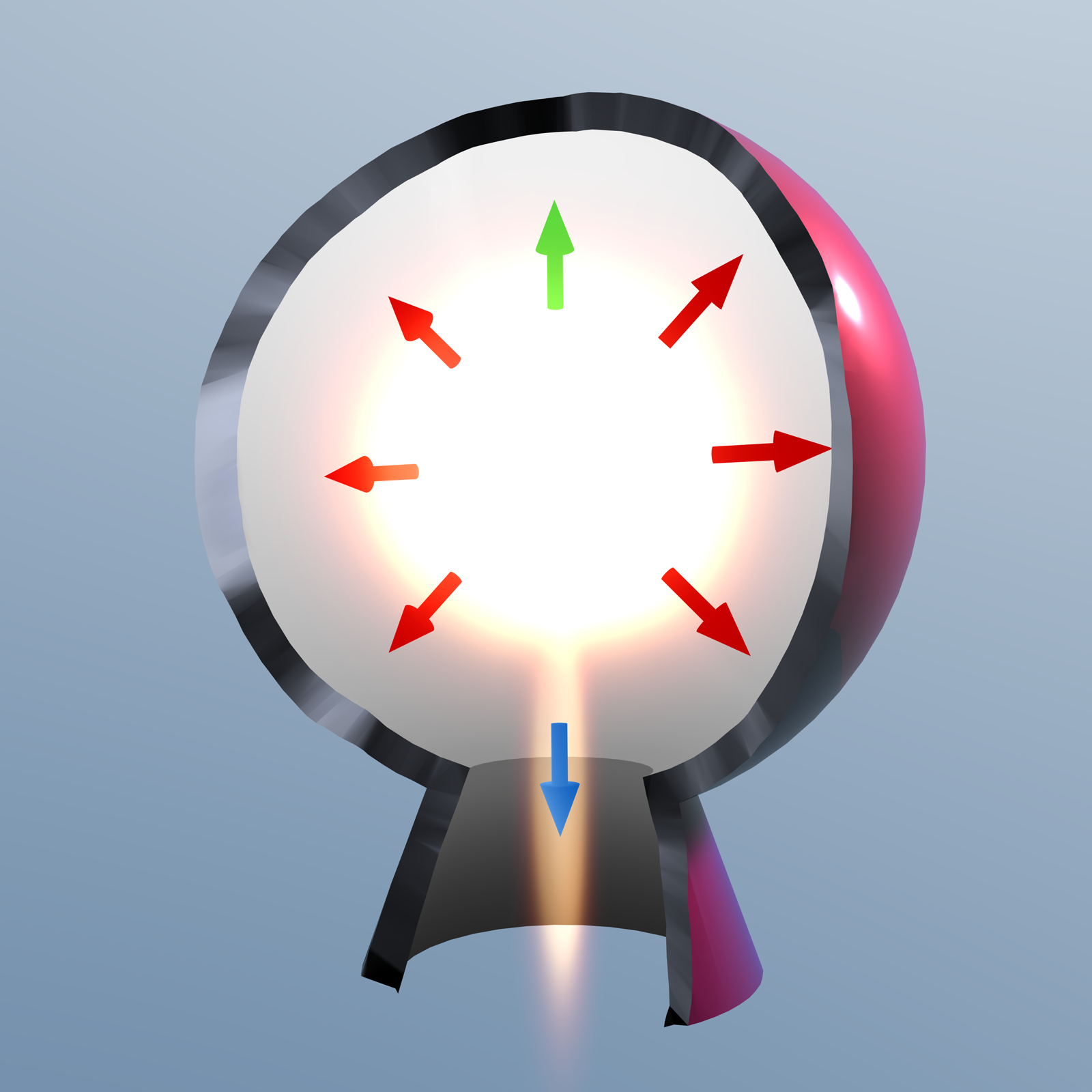
由于燃烧室无反压力，发动机牺牲了部分推力

大部分发动机靠排出高温高速尾气来获得推力，固体或液体推进剂（由氧化剂和燃料组成）在燃烧室中高压（10-200 bar）燃烧产生尾气。

### 向燃烧室供入推进剂
液体火箭通过泵将氧化剂和燃料分别泵入燃烧室，两种推进剂成分在燃烧室混合并燃烧。而固体火箭的推进剂事先混合好放入储存室，工作时储存室就是燃烧室。固液混合火箭使用固体和液体混合的推进剂或气体推进剂，也有使用高能电源将惰性反应物料送入热交换机加热，这就不需要燃烧室。
火箭推进剂在燃烧并排出产生推力前通常储存在推进剂箱中。推进剂一般选用化学推进剂，在经历放热化学反应后产生高温气体用于火箭推进。

### 燃烧室
化学火箭的燃烧室通常呈圆柱体形，其尺寸要满足推进剂充分燃烧，所用推进剂不同，尺寸不同。用{\displaystyle L*}描述燃烧室尺寸：
{\displaystyle L*={\frac {V_{c}}{A_{t}}}}
这里：
{\displaystyle V_{c}} 是燃烧室容量
{\displaystyle A_{t}} 是喷口面积
L* 的范围通常为25-60英寸（0.6 - 1.5 m）
燃烧室的压力和温度通常达到极值，不同于吸气式喷气发动机有足够的氮气来稀释和冷却燃烧，火箭发动机燃烧室的温度可达到化学上的标准值。而高压意味着热量在燃烧室壁的传导速度非常快。

### 喷管

渐缩渐阔喷管里的温度(T)、压力(p)和速度(v)

发动机的外形主要取决于膨胀喷管的外形：钟罩形或锥形。在一个高膨胀比的渐缩渐阔喷管中，燃烧室产生的高温气体通过一个开孔（喷口）排出。
如果给喷管提供足够高的压力（高于围压的2.5至3倍），就会形成喷管阻流和超音速射流，大部分热能转化为动能，由此增加排气的速度。在海平面，发动机排气速度达到音速的十倍并不少见。

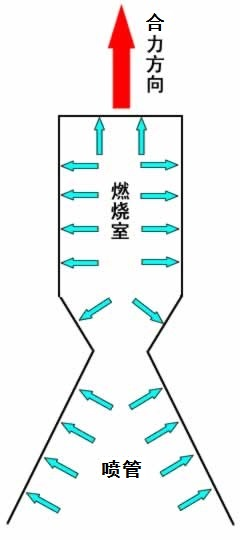
火箭的推力是压力作用在燃烧室和喷管，由于反作用力产生的结果

一部分火箭推力来自燃烧室内压力的不平衡，但主要还是来自挤压喷管内壁的压力（如图）。排出气体膨胀（绝热）时对内壁的压力是火箭朝向一个方向运动，而尾气向相反的方向。

### 推进剂效率
要使发动机有效利用推进剂，需要用一定质量的推进剂产生最大可能压力作用于燃烧室和喷管，此外以下方法也能提高推进剂效率：
- 将推进剂加热到尽可能高的温度（使用高能燃料、氢，碳或某些金属如铝，或使用核能）
- 使用低比重气体（尽可能含氢）
- 使用小分子推进剂（或能分解成小分子的推进剂）

因为所有的措施都是出于减轻推进剂质量的考虑；压力与被加速的推进剂量成比例关系；也因为牛顿第三定律，作用于发动机的压力也作用于推进剂。废气出燃烧室的速度似乎是由燃烧室压决定的。然而该速度明显受上述三种因素影响。综合起来，排气速度就是检验发动机效率的最好证明。
由于空气动力的原因，废气在喷口产生阻流效应。音速随温度平方根增长，因此使用高温尾气能提高发动机性能。在室温下，空气中的音速为340 m/s，而在火箭的高温气体中可达1700 m/s以上，火箭的大部分性能都是由于高温。加之火箭推进剂通常选用小分子，这也使得在同等温度下，废气中音速高于空气中音速。
喷管的膨胀设计使排气速度翻倍，通常是1.5至2倍，由此产生准高超音速排气射流。速度的增量主要由面积膨胀比决定，即喷口面积与喷管出口面积的比值。而气体的性质也很重要。大膨胀比的喷管尺寸更大，但能使废气释放更多的热，由此提高排气速度。
喷管效率受工作高度影响，因为大气压力随高度升高而降低。但由于尾气是超音速的，因此射流的压力只会低于或高于围压，不能与之平衡。

### 反压力和最佳膨胀
要获得最佳性能，尾气在喷管末端的压力需要与围压相等。如果尾气压力小于围压，运载器就会因为发动机前端与末端的气压差而减速。而如果尾气压力大于围压，本该转换成推力的尾气压力没有转换，能量被浪费。
为了维持尾气压力和围压的平衡，喷管直径需要随高度升高而增大，使尾气有足够长的距离作用于喷管，以降低压力和温度。而这增加了设计难度。实际设计中通常采用折衷的办法，因而也牺牲了效率。有许多特殊喷管可以弥补这种缺陷，如塞式喷管、阶状喷管、扩散式喷管以及瓦形喷管。每种特殊喷管都能调整围压并让尾气在喷管中扩散更广，在高空产生额外的推力。
当围压足够低，如真空，就会出现一些问题：一个问题是喷管的剪重，在一些运载器中，喷管的重量也影响着发动机效率。第二个问题是尾气在喷管中绝热膨胀并冷却，射流中某些化学物质会凝结产生“雪”，导致射流的不稳定，这是必须避免的。

### 动力循环
相对喷管处的热能损失而言，泵气损失微乎其微。大气中使用的发动机使用高压动力循环来提高喷管效率，而真空发动机则无此要求。对于液体发动机，将推进剂注入燃烧室的动力循环共有四种基本形式：
- 挤压循环- 推进剂被内置的高压气瓶中的气体挤出。
- 膨胀循环 - 推进剂流经主燃烧室膨胀驱动涡轮泵。
- 燃气发生器循环 - 小部分推进剂在预燃室中燃烧驱动涡轮泵，废气通过独立管道排除，能效有损失。
- 分级燃烧循环 - 涡轮泵的高压气送回驱动自启动循环，高压废气直接送入主燃烧室，没有能量损失。

## 发动机整体性能
火箭技术集合了高推力（百万牛顿），高排气速度（海平面音速的10倍），高推重比（>100）以及能在大气层外工作的能力。而且往往可以通过削弱一种性能而使另一种性能更高。

### 比冲
衡量发动机性能的重要指标就是单位质量的推进剂产生的冲量，即比冲（通常写作{\displaystyle I_{sp}}）。比冲可用速度（{\displaystyle V_{e}} 米每秒或英尺每秒）或时间（秒）度量。比冲大的发动机往往是性能极佳的。

### 净推力
以下是发动机净推力的近似值计算公式：
{\displaystyle F_{n}={\dot {m}}\;V_{e}={\dot {m}}\;V_{e-act}+A_{e}(P_{e}-P_{amb})}
这里：
{\displaystyle {\dot {m}}=\,}尾气质量流
{\displaystyle V_{e}=\,}有效排气速度
{\displaystyle V_{e-act}=\,} 喷管出口平面处的实际速度
{\displaystyle A_{e}=\,} 喷管出口平面流面积
{\displaystyle P_{e}=\,} 喷管出口平面静压
{\displaystyle P_{amb}=\,}围压（或大气压）
由于火箭发动机没有喷气式发动机的进风口，因此不需要从总推力中扣除冲压阻力，因为净推力就等于总推力（排除静态反压力）。
{\displaystyle {\dot {m}}\;V_{e-act}\,}代表动量推力，在给定的节流阀设定下是常数。而{\displaystyle A_{e}(P_{e}-P_{amb})\,}代表压力推力，在节流阀全开时，火箭净推力随高度升高略有提高，因为逐渐降低的大气压增加了压力推力值。

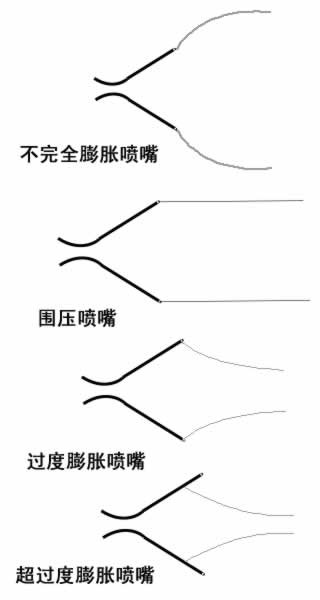
如果尾气压力以围压不同，喷管就可以称为完全膨胀，围压或过度膨胀。不完全或过度膨胀都会损失效率，超过度膨胀损失的效率较少，但尾气流不稳定。火箭尾气在高空逐渐变得不完全膨胀，但在大气环境中启动瞬间，都是超过度膨胀的。

### 真空比冲
比冲随易比较和计算的压强变化。因为火箭喷口产生阻流，超音速的尾气射流阻止外部压力影响射流上游，所以喷管出口压力与推进剂流量 {\displaystyle {\dot {m}}}成严格的比例关系。如果推进剂混合率和燃烧效率保持恒定，那么上述比冲方程可写作：
{\displaystyle Fvac=C_{f}{\dot {m}}c^{*}}
于是真空比冲为：
{\displaystyle V_{evac}=C_{f}c^{*}}
这里：
{\displaystyle c^{*}=\,} 喷口出音速
{\displaystyle C_{f}=\,} 喷管的推力系数（通常在0.8至1.9之间）
因此：
{\displaystyle F_{n}={\dot {m}}V_{evac}-A_{e}P_{amb}}

### 节流
发动机可通过控制推进剂流量{\displaystyle {\dot {m}}} （通常以kg/s或lb/s计）来达到节流的目的。
原则上，发动机可通过节流使出口压力降至围压的三分之一（喷管流动分离）而上限可至发动机机械强制允许的最大值。
实际上发动机可节流的范围要出入很大，但大部分火箭都可以轻易达到其机械上限，主要的限制因素就是燃烧稳定性。例如推进剂喷管需要一个最小压力来避免引起破坏性振动（间歇性燃烧和燃烧不稳定），但喷管往往可以在更大的范围内进行调整和测试。而且有必要保证喷管出口压力不会低于围压太多，以避免流动分离问题。

### 能量效率

火箭能量效率等于火箭速度除以有效排气速度

火箭发动机是一种效率极高的热力发动机，产生高速射流，结果如同卡诺循环一样产生高燃烧室温度和高压缩比。如果运载工具的速度达到或略微超过排气速度（相对于运载器），那么能量效率是很高的。而在零速度下，能量效率也为零。（所有喷气推进都是如此）

## 冷却
反应物料在燃烧室的反应温度可达约3500 K (~5800 °F)。这个温度远超出喷管和燃烧室材料的熔点（石墨和钨除外）。的确在某些材料自身承受范围内能找到合适的推进剂，但要保证这些材料不会燃烧，熔化或沸腾也很重要。材料工艺决定了化学火箭尾气温度的上限。
另一种方法就是使用普通材料如铝、钢、镍或铜合金并采用冷却系统来防止材料过热。如再生冷却，使推进剂燃烧前通过燃烧室或喷管内壁的管道。其他冷却系统如水幕冷却、薄膜冷却可以延长燃烧室和喷管的寿命。这些技术可以保证气体的热边界层在接触材料时温度不会影响材料的安全性。
火箭中的热流通量往往在工程学上是最高的，其变化范围在1-200 MW/m2。而喷口处热流通量又是最高的，通常是燃烧室和喷管处的两倍。这是由于喷口处尾气的高速（导致边界层很薄）和高温造成的。
大部分其他的喷气式发动机的燃气轮机运转在高温下，但由于其表面积过大，难以冷却，因此不得不降低温度，损失了效率。
火箭常用的冷却方式有：
1. 不冷却：用于短时运行或测试
2. 烧蚀壁：室壁有烧蚀材料，可不断吸热脱落
3. 辐射冷却：使室壁达到白热状态以辐射热量
4. 热沉式冷却：将一种推进剂（通常是液氢）沿室壁倒下
5. 再生冷却：推进剂在燃烧前先流经室壁内的冷却套管
6. 水幕冷却：推进剂喷射器被特殊安置，以使室壁周围的燃气温度降低
7. 薄膜冷却：室壁被液体推进剂浸湿，液体蒸发吸热使之冷却

所有的冷却措施都是要在室壁形成一层比室内温度低的隔离层（边界层），只要这层隔离层不被破坏，室壁就不会出问题。而燃烧不稳定或冷却系统故障常常会导致边界层的保护中断，随后导致室壁被破坏。
再生冷却系统还有第二层边界层，就是围绕室壁的冷却管道壁。由于这层边界层充作室壁和冷却剂的隔离层，因此其厚度要尽可能地薄，这可以通过加快冷却剂流速来实现。

## 机械问题
火箭燃烧室工作在高压下，通常是10-200 bar （1--20 MPa），压力越高，通常性能也越好（因为可以使用更高效的喷管） 。这使燃烧室外部处于很大的圆周应力之下。也由于高温工作环境，结构材料的抗张强度显著降低。

## 声学问题
火箭发动机内的极端振动和声学环境导致其峰值应力远高于平均值，尤其是类风琴管共振和气流扰动的问题。

### 燃烧不稳定
燃烧不稳定有以下几种：
间歇性燃烧
这是运载器加速度变化引起推进剂输送管压力变化，导致的燃烧室压力的低频振动。可使运载器推力发生周期性变化，导致载荷和运载器受损。间歇性燃烧可通过使用高密度推进剂配上充气阻尼涡轮泵来防止。
嗡鸣现象
这是由于推进剂喷射器中压力不足导致的。主要是令人不悦，并无实质性危害。然而在某些极端情况，燃烧可能进入喷射器内，引发单元推进剂的爆炸。
振荡燃烧
这种情况往往造成直接损伤，且很难控制。它往往是伴随化学燃烧过程的声学过程，是能量释放的主要驱动力。可导致不稳定共振，使隔热边界层变薄，产生悲剧性后果。 
这种影响很难在设计阶段预先分析，只能通过旷日持久的测试，并不断修正来。修正手段通常有细调喷射器，改变推进剂化学性质，或在将推进剂喷射进亥姆霍兹阻尼器（用以改变燃烧室共振状态）前蒸发成气态。
还有一种常用测试方法是在燃烧室引爆少量炸药，以确定发动机的脉冲响应，并估算室压的响应时间：恢复越快，系统越稳定。

### 排气噪音
火箭发动机（特小型除外）比起其他发动机，其噪音十分大。特超音速尾气与周围空气混合，形成冲击波。冲击波的声音强度取决于火箭的尺寸。
土星五号发射时，在离其发射点很远处的地震仪检测了这一噪音。产生的声音强度依赖于火箭尺寸和排气速度。在现场听到的冲击波特征音主要是爆裂音。这种噪音的峰值超过了传音器和音频电子设备的许可上限，因此在录音或广播音频回放中这种噪音被削弱或消失了。大型火箭发射时的噪音可以直接致死周围的人。 航天飞机起飞时基地周围的噪音超过200 dB(A)。
通常火箭在地面附近的噪音最大，因为噪音从羽流中辐射出去，并被地面反射。还有当运载器缓慢上升时，只有很少的推进剂能量转换成运载器动能（ 有用功P转移到运载器{\displaystyle P=F*V}，F是推力，V是速度），因此大部分能量被分散到尾气中，再与周围空气相互作用，产生噪音。这种噪音可通过有顶火焰隔离槽，向羽流喷水，偏转羽流角度等方法消减。

## 试车
发动机在投产前通常要在火箭发动机试车台上进行静态测试。对于高空发动机，则需要缩短喷管或在大型真空室中进行测试。

## 安全性
军事用途的火箭可靠性都很高。但火箭的一个主要非军事用途：轨道发射，为了提高有效载荷重量就必须降低自重，而可靠性和降低自重是无法同时满足的。而且如果运载器飞行次数很少，那么由设计，操作或制造引发事故的概率就很高。其实现在所有运载器发射都是基于宇航标准资料下的飞行测试。
X-15火箭飞机的失误率只有0.5%，只在一次地面测试中发生了故障。RS-25已在超过350次飞行中无事故发生。

## 化学问题
火箭推进剂要求使用高比能（能量每单位质量）物质，因为在理想情况下所有反应物质全部转化为废气动能。除了不可避免的损失和发动机设计缺陷，不完全燃烧等因素
，根据热力学定律，一部分能量转化为分子的动能，无法产生推力。单原子气体如氦气只有三个自由度，相当于一个三维空间坐标 {x,y,z}，只有这种球形对称分子没有这种损失。二原子分子如H2可以绕连接方向的轴和垂直这个方面的轴旋转，按照统计力学的均分定律，有效能量会均分给各个自由度，因此这种分子在热平衡中有3/5的能量转化为单向运动，2/5转化为旋转运动。三原子分子如水分子有六个自由度。大多数化学反应都是第三种情况。喷管的功能就是将自由热能转化为单向分子运动产生推力，只要废气在膨胀时保持平衡状态，扩散型喷管足够大，而让废气充分膨胀和冷却，损失的旋转能能最大限度地恢复为动能。
虽然推进剂比能起关键作用，低平均分子质量的反应产物在决定尾气速度上作用依然明显。因为发动机工作在极高温度下，而温度与分子能量成正比，一定温度一定定量的能量分配给更多的低质量的分子最终可以获得更高的尾气速度。因此使用低原子质量元素更优。液氢（LH2）液氧（LOX或LO2）是目前广泛使用的相对尾气速度而言效率最高的推进剂。其他物质如硼，液态臭氧在理论上效率更高，但付诸使用任存在许多问题。

## 点火
点火可以采取多种途径：火工装药，等离子体焰矩，电火花塞。一些燃料和氧化剂相遇燃烧，而对于非自燃燃料，可以在燃料管口填充自燃物质（俄罗斯发动机常用）。
对液体和固液混合火箭来说，推进剂进入燃烧室都必须立刻点火。液体推进剂进入燃烧室后点火延迟毫秒级时间，都会导致过量液体进入，点燃后产生的高温气体会超过燃烧室设计最大压力，从而引起灾难性后果。这叫做“硬启动”。
气体推进剂不会出现硬启动，因为喷注口总面积小于喷管口面积，点火前即使燃烧室充满气体也不会形成高压。固体推进剂通常使用一次性火工设备点燃。
点火后，燃烧室可以维持燃烧，点火器不再需要。发动机停机几秒钟后，燃烧室可以自动重点火。然而一旦燃烧室冷却，许多发动机都不能再点火。

## 羽流物理
煤油的废气富含碳，根据其发射谱线羽流呈橙色。基于过氧化物氧化剂和氢燃料的火箭的羽流大部分是水蒸汽，肉眼几乎不可见，但在紫外线和红外线视野中呈亮色。固体火箭推进剂含有金属元素如铝，其燃烧发白光，因此其羽流高度可见。部分推進劑組合之下，燃燒時既會發出可見光、廢氣中又少有固體微粒，羽流為半透明狀；此類火箭在低空飛行過程中，其羽流往往呈馬赫環。
火箭的羽流形状取决于设计高度，高度推力及其他因素。在高空所有火箭尾焰都呈超过度膨胀状态，并在尾部收束。

## 火箭发动机种类

### 物理动力火箭
| 种类       | 描述                                   | 优势       | 劣势                                                 |
| ---------- | -------------------------------------- | ---------- | ---------------------------------------------------- |
| 水火箭     | 加压的水容器，加上尾翼和前端配重       | 容易制作   | 飞行高度只有几百米，目前的世界纪录是623（2,044英尺） |
| 冷气推力器 | 无燃烧室，用于姿态喷射器               | 无燃烧废气 | 性能极低                                             |
| 热水火箭   | 热水装在高温高压容器中，变成水蒸气排出 | 简易，安全 | 水箱很重，因此性能很低                               |

### 化学火箭
| 种类                  | 描述                                                                                         | 优势 | 劣势 |
| --------------------- | -------------------------------------------------------------------------------------------- | --- | --- |
| 固体火箭              | 易点火，自维持燃烧，推进剂预先混合                                                           | 结构简单，通常没有活动部件，质量分率适中，比冲适中，推力变动程序可以预置在推进剂中                                  | 一旦点燃，在耗尽推进剂前很难熄灭；不能及时节流；处理推进剂混合物易引起爆炸；推进剂填充缺陷可能堵塞喷管引发灾难性后果；添加推进剂困难 |
| 液體火箭              | 採用液態的燃料和氧化劑作為推进剂和氧化剂                                                     | 可节流；具有較高的性能；可以多次啟動，可控性好                                                                      | 零部件較多、結構複雜；發射準備時間較長，維護使用不便                                                                                 |
| 固液混合火箭          | 氧化剂燃料分离，氧化剂呈液态装在氧化剂罐中，燃料呈固态填充在中心孔中                         | 结构简单；安全；可以节流和中途关机；填充缺陷不影响发动机工作                                                        | 某些氧化剂属于单组元推进剂，可能爆炸；固体推进剂的机械问题可能阻塞喷管；中心孔燃烧时逐渐扩大会影响混合比                             |
| 单组元推进剂火箭      | 推进剂采用联氨、过氧化氢或一氧化二氮，流经催化剂分解放热，高温气体通过喷管排出               | 概念简单；可节流；燃烧室温度较低                                                                                    | 催化剂容易受污染；推进剂受污染或受激可能爆炸；比冲只有最好液体发动机的1/3                                                            |
| 双组元液体推进剂火箭  | 两种液体推进剂由喷注器注入燃烧室并燃烧                                                       | 燃烧效率可达99%；易于控制混合比；可节流；由于涡轮泵的使用，可以减轻推进剂储箱质量；极其谨慎地使用可以达到很高安全度 | 所需的泵要求性能极高，设计花费很大；燃烧室壁热通量巨大，影响重复使用；可能爆炸；需要许多管道                                         |
| 双模式推进剂火箭      | 火箭以二元推进剂模式起飞，然后转为单组元推进                                                 | 简单，易于控制 | 性能比双元推进剂火箭低 |
| 三组元推进剂火箭      | 三种推进剂（通常为氢，碳氢化合物和液氧）以不同的比例导入燃烧室，或者以固定比例导入多个发动机 | 减轻起飞重量；比冲高                                                                                                | 问题与二元推进剂火箭类似，管道更多                                                                                                   |
| 空气扩充式火箭        | 实质是冲压喷气发动机，进气道的空气被压缩并与火箭尾气混合燃烧                                 | 马赫数0至4.5+（亦可在外大气层工作），马赫数2至4时效率最高                                                           | 低速和在外大气层中工作效率和火箭相近；进气道偏小；推重比和冲压发动机相近                                                             |
| 涡轮火箭发动机        | 一种联合循环的涡轮喷气发动机/火箭，向气流注入氧化剂如氧气以增加最高飞行高度                  | 与现有设计接近；可在高空工作；空速和高度变动范围大                                                                  | 大气中速度极限局限在一定范围，与涡轮发动机类似；携带氧化剂很危险；比普通火箭重                                                       |
| 预冷空气发动机 / LACE | 进气道中的空气被降至低温后送入冲压发动机或涡轮发动机，可用在火箭发动机上用来入轨             | 易于在地面测试；推重比可达14；燃料效率高；速度可达0-5.5+马赫，可用于轨道发射，单级入轨或高速洲际旅行                | 仅存在于实验室原型阶段，如RB545，SABRE，ATREX                                                                                        |

### 电力火箭
| 类型                                          | 描述                                                             | 优势                           | 劣势 |
| --------------------------------------------- | ---------------------------------------------------------------- | ------------------------------ | --- |
| 电离式发动机 （电加热）                       | 单组元推进剂被电网加热                                           | 比单组元推进剂火箭比冲高约40%  | 使用大量电力，推力不高 |
| 电弧火箭 （放电辅助化学燃烧）                 | 概念上与电离式发动机类似，但增加了惰性推进剂，使用电弧来达到高温 | 1600s比冲                      | 低推力，高能源消耗，性能和离子驱动器相近                                                                                               |
| 脉冲等离子体推力器 （电弧加热；释放等离子体） | 等离子体用以销蚀固体推进剂                                       | 高比冲；可随时开关用以高度控制 | 低能效 |
| 可变比冲磁等离子体火箭                        | 微波加热等离子体，磁力控制喷管                                   | 可变比冲，范围从1000s至10,000s | 推重比略小于离子驱动器；和离子驱动器一样需要巨大能量来获得有实际意义的推力；需要使用先进的核反应堆；从未使用过；需要低温以供超导体工作 |

### 太阳能火箭
太阳热能推进火箭使用太阳能加热反应物料，因此可以不使用其他太阳能推进器所使用的发电机。太阳能推进火箭只需要装备能收集太阳能的设备如聚集器和反射镜。受热推进剂送入传统火箭喷管产生推力。推力大小直接决定于太阳能聚集器表面积和该处太阳辐射强度。
| 类型             | 描述                     | 优势                                               | 劣势                                                                                         |
| ---------------- | ------------------------ | -------------------------------------------------- | -------------------------------------------------------------------------------------------- |
| 太阳热能推进火箭 | 推进剂被太阳能聚集器加热 | 设计简单，使用氢做推进剂，比冲900s，相当于热核火箭 | 只在太空使用，因为推力相当低，而且氢在太空中不易储存。如果使用稍高分子质量的推进剂会降低比冲 |

### 波束驱动
| 类型               | 描述                                                                           | 优势                                      | 劣势 |
| ------------------ | ------------------------------------------------------------------------------ | ----------------------------------------- | --- |
| 线偏振光线驱动火箭 | 推进剂被线偏振光线（如激光）加热，光束从远处瞄准运载器，直接或间接通过热交换机 | 原则上简易，原则上可达极高排气速率        | 将一公斤载荷送入轨道需要约1 MW能量；相对高的加速度；激光会被云雾挡住，反射激光对地面造成危害；使用氢为推进剂导致储箱过重；一些设计因光线再发射而驱动时间限制在600秒左右，且推进剂/热交换机达到白热化 |
| 微波束驱动火箭     | 推进剂被从远处瞄准运载器的微波束加热                                           | 微波避免再发射，运载器工作时间可达约900秒 | 将一公斤载荷送入轨道需要约1 MW能量；相对高的加速度；微波会被与吸收；反射微波对地面造成危害；使用氢为推进剂导致储箱过重；微波发射器直径以公里计以提供位于100KM高空的运载器足够能量                    |

### 核动力
核推进涵盖了多种使用核反应为主要能源来源的推进方式，多种核推进方案被提出，其中一些正在为宇航应用进行实验。
| 类型                                      | 描述                                       | 优势                                                                       | 劣势 |
| ----------------------------------------- | ------------------------------------------ | -------------------------------------------------------------------------- | --- |
| 放射性同位素火箭 （同位素衰变为能源）     | 同位素衰变放热加热氢                       | 比冲700-800s，几乎没有活动部件                                             | 低推重比 |
| 核热力火箭 （核子分裂为能源）             | 推进剂（一般是氢）通过核反应堆被加热到高温 | 比冲可高达900s；                                                           | 材料技术限制了温度上限；某些方案中尾气含放射性微粒；核反应防护层很重；不能在地球表面使用；推重比不高                                                        |
| 气芯堆火箭 （核子分裂为能源）             | 气态核反应堆与推进剂紧密接触发生核反应     | 推进剂温度极高；不因保存固体反应物而受限；比冲介于1500s至3000s之间；高推力 | 难以在加热推进剂时使尾气中不含可裂变物质；喷管喉部面临大量热问题；尾气注定高放射性；使用核石英球体（Nuclear lightbulb）可以包容裂变物质，但比冲因此下降一半 |
| 分裂碎片火箭 （核子分裂为能源）           | 裂变产物直接排出产生推力                   |                                                                            | 尚在理论阶段 |
| 裂变帆 （核子分裂为能源）                 | 帆材料的一面涂有裂变物质                   | 无活动部件，在深空使用                                                     | 尚在理论阶段 |
| 核盐水火箭 （核子分裂为能源）             | 核物质以盐形式溶解在溶液中，在喷管反应     | 极高比冲；极高推力                                                         | 喷管热处理问题；推进剂不稳定；尾气高放射性；尚在理论阶段 |
| 核脉冲推进 （爆炸原子弹或热核弹）         | 塑性核弹在运载器后爆炸                     | 极高比冲；极高推重比；当前没有技术瓶颈                                     | 从未测试；推力板可能因振动而破损；当前最小尺寸的核弹依然相对大；小范围使用费用昂贵；违背与核有关条约；在大气层中使用有核辐射                                |
| 反物质催化核脉冲推进 （裂变或聚变为能源） | 反物质做催化剂                             | 小型火箭上可以使用                                                         | 在宏观量上对反物质，产物进行包容目前不现实；尚在理论阶段 |
| 聚变火箭 （核聚变为能源）                 | 聚变加热推进剂                             | 极高尾气速度                                                               | 远超过当前技术水平 |
| 反物质火箭 （湮灭为能源）                 | 反物质湮灭加热推进剂                       | 能源极端丰富；极高理论排气速度                                             | 反物质产物和处理带来问题；能量以中微子、伽马射线和μ子形式损失；热能问题；尚在理论阶段                                                                       |

## 火箭发动机历史
据罗马作家格利烏斯所述，公元前400年，一位名叫阿尔希塔斯的希腊毕达哥拉斯信徒用蒸汽推动一只木鸟沿线前行。 然而因推力不足而无法离地。
公元一世纪古希腊人制造了汽轉球，实际由一台固定在轴承上的热水发动机组成，它的诞生早于工业革命近两千年。显然汽转球更像一个玩具，其原理是以蒸汽产生喷射动力，而其真正的价值数千年间都没有被发掘。
使用黑火药发射物体成为后来固体火箭的先驱，九世纪中国的道士在炼制长生不老药中无意发明了火药，这项意外发明导致世界上第一种离地火箭发动机“火炮”（震天雷之类）的诞生。
火箭发动机亦被迈索尔国王蒂普苏丹引入使用。这些火箭尺寸不同，但都含有一个软锻铁制造的管道，一端封闭，8英寸长，直径1--3英寸。绑在一根4英尺长的竹筒上。铁筒当做燃烧室并装有约1磅火药，可发射至千米远处。此种“火箭”配上箭簇在离地几米的空中做长距离飞行后刺向敌人。当时在对付英帝国时非常有效。
20世纪前，火箭技术都发展缓慢，直到康斯坦丁·齐奥尔科夫斯基，在他的著作中首次提到了液体燃料火箭。而将之变为现实应该归功于罗伯特·戈达德，在他将渐缩渐阔喷管首次用于火箭，这加倍了推力并使工作效率成倍提高。
分级燃烧循环是阿列克谢· 伊萨耶夫在1949年首次提出的，伊萨耶夫的前助理梅尔尼科夫设计的用于苏联行星火箭的S1.5400发动机首次采用了这种循环。几乎在同时，（1959年） 尼古拉· 库兹涅佐夫开始为科罗廖夫的轨道洲际导弹GR-1设计闭合循环发动机NK-9。库兹涅佐夫后来根据此方案设计了工作在N1火箭上的NK-15和NK-33。在西方，首台实验室分级燃烧发动机是由德国工程师路德维希·伯尔科（Ludwig Boelkow）于1963年制造的。
液氢发动机是首先在美国研制成功的，即在1962年试飞成功的RL-10。液氢发动机也成功服务于阿波罗计划。
RS-25是目前在使用的比冲最高的发动机。